# Rien van IJzendoorn

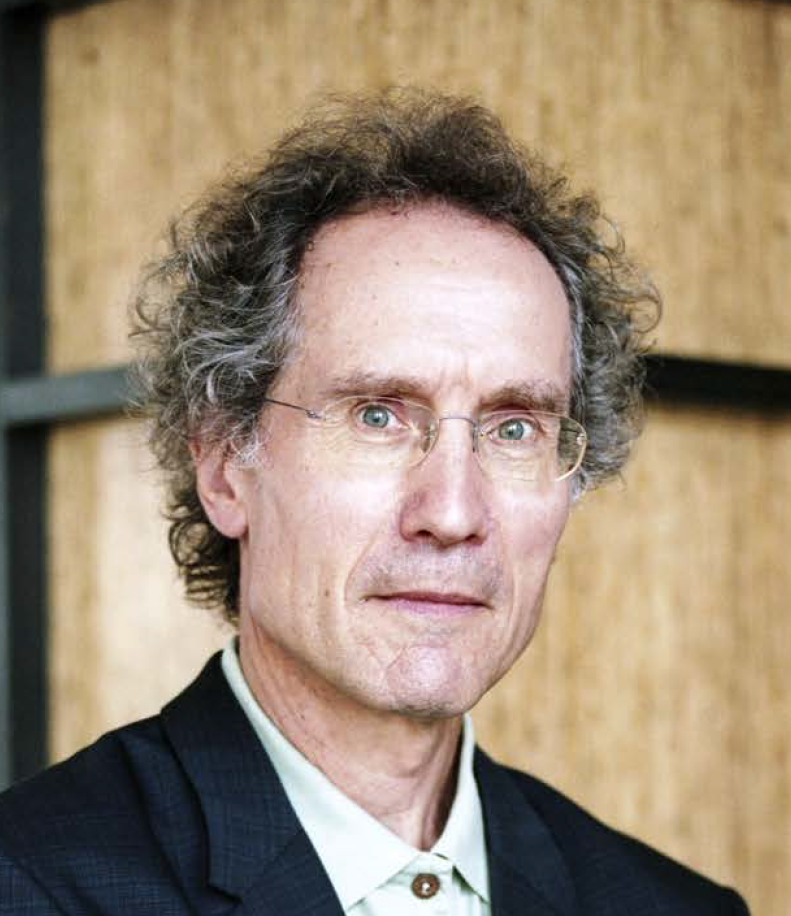
Rien van IJzendoorn

Marinus „Rien“ van IJzendoorn (* 14. Mai 1952 in Tiel) ist ein niederländischer Psychologe und Professor für Pädagogik (Kinder- und Familien-Studien) an der Universität Leiden.

## Leben
Van IJzendoorn studierte an der Universität Amsterdam mit dem Diplom 1976 und wurde 1978 magna cum laude an der FU Berlin und dem Max-Planck-Institut für Bildungsforschung promoviert. Er ist seit 1981 Professor in Leiden. 2003 bis 2010 war er dort wissenschaftlicher Direktor des Instituts für Pädagogik und Kindesforschung. Seit 2010 ist er auch in Teilzeit Professor an der Erasmus-Universität Rotterdam.
Er befasst sich mit Eltern-Kind-Bindung und anderen Formen emotionaler Bindungen (auch unter neurobiologischen Aspekten und im interkulturellen Vergleich sowie deren Veränderung über die Lebensspanne), Kindesmissbrauch und Kindesvernachlässigung, emotionale Entwicklung von Kindern und Regulierung von Emotionen.
IJzendoorn untersuchte auch psychologische und psychosomatische Langzeiteffekte bei Holocaust-Überlebenden.
2004 erhielt er den Spinoza-Preis. 1998 wurde er Mitglied der Königlich Niederländischen Akademie der Wissenschaften. 2008 wurde er Ehrendoktor der Universität Haifa. 2013 erhielt er den Dr. Hendrik Muller Preis der KNAW und 2011 den Aristoteles-Preis.
Im Jahr 2017 wurde bekannt, dass zwischen der Universität Leiden und IJzendoorn ein Konflikt besteht. IJzendoorn sollte eine Unterlassungserklärung unterzeichnen, nach der er auf das Kommentieren zu Arbeiten seiner Kollegen verzichtet und sieht darin einen Eingriff in seine akademische Unabhängigkeit. Die Universität bestreitet den Eingriff in die akademische Freiheit, ihr sei es lediglich um das Schaffen eines respektvollen Arbeitsklimas gegangen.